# Sybra oshimana
Sybra oshimana är en skalbaggsart som beskrevs av Stefan von Breuning 1958. Sybra oshimana ingår i släktet Sybra och familjen långhorningar. Inga underarter finns listade i Catalogue of Life.